# Nicolai Reedtz
Nicolai Hvilshøj Reedtz (alias dev1ce), född 8 september 1995 i Danmark, är en dansk professionell Counter-Strike: Global Offensive-spelare som spelar för organisationen Astralis. Reedtz var den första, tillsammans med tre av sina lagkamrater, att vinna 4 majors i Counter-Strike: Global Offensive (CS:GO), varav tre av dem konsekutivt.

## Karriär
Reedtz föddes och växte upp i Vejle, Danmark, där han började spela datorspel med sin bror i tonåren. Reedtz spelade även badminton, han beskriver sig själv som exceptionell. Efter en knäskada och ökat intresse för spel valde Reedtz att sluta spela badminton och inleda en karriär i spelet Counter-Strike: Source och senare Counter-Strike: Global Offensive.

### 2013
Reedtz gjorde sin officiella debut i CS:GO som inhoppare i det svenska laget Fnatic i turneringen ESL Major Series One – Spring 2013: Cup #4 2013. Efter en lyckad turnering värvades Reedtz till Copenhagen Wolves där han vann många mindre turneringar. Samma år deltog Copenhagen Wolves i Dreamhack Winter 2013, den dåvarande största CS:GO-turneringen där de slutade på en femte-åttonde plats.

### 2014
Efter att Copenhagen Wolves lade ner sin verksamhet plockades spelarna upp av Team Dignitas. Trots turneringar med bra resultat lyckades de aldrig vinna någon turnering. Reedtz placerade sig på en tjugonde plats i HLTV Top 20 Players of The Year 2014.

### 2015
Året efter lämnade Reedtz och hans lagkamrater Team Dignitas och värvades av Team SoloMid där de vann många turneringar. Detta året klättrade Reedtz i HLTV:s lista av Top 20 Players of 2015, Reedtz tilldelades en tredje plats i listan över världens bästa CS:GO-spelare.

### 2016/17/18
I slutet av 2015 lämnade Reedtz och hans lagkamrater Team SoloMid och började spela i turneringar under namnet "Question Mark". I början av 2016 skapade de sin egen organisation under namnet "Astralis". I slutet av 2016 hamnade Reedtz på ännu en tredje plats i HLTV:s rankning av världens bästa CS:GO spelare.
2017 deltog Astralis i ELEAGUE Major 2017 och vann sin första majorturnering i Counter-Strike: Global Offensive. Efter en lång dominerande period rankades Astralis som det bästa laget i CS:GO under hela 2017 och merparten av 2018. Året efter vann Astralis även FACEIT Major: London 2018 där de mötte Natus Vincere i finalen.
2018 hamnade Reedtz på en andra plats i HLTV:s rankning av världens CS:GO-spelare och slog samtidigt Christopher "GeT_RiGhT" Alesunds rekord för flest MVP intjänade under ett enda år.

### 2019–
Reedtz spelar för närvarande för laget Astralis och betraktas som en av världens bästa CS:GO-spelare. Astralis har varit så dominanta att deras regerande period som bästa lag har kallats för "The Astralis Era". År 2019 vann Astralis ytterligare två majorturneringar: IEM Katowice Major 2019 och StarLadder Major: Berlin 2019. För spelåret 2019 placerade Reedtz på en tredjeplats av HLTV i deras ranking av CS:GO-spelare.

### 2022–
Den 27 oktober meddelades att Dev1ce skulle gå tillbaka till Astralis efter en inte så lyckad period hos Ninjas in Pyjamas.